# Lima Sky
Lima Sky, LLC là một nhà phát triển và phát hành trò chơi điện tử Hoa Kỳ. Các sản phẩm của họ chủ yếu được phát triển trên nền iOS của Apple. Được thành lập năm 2008 bởi 2 anh em là Igor Pusenjak và Marko Pusenjak, công ty này đặt trụ sở tại New York, Hoa Kỳ. Trò chơi nổi tiếng nhất của họ là Doodle Jump.

## Lịch sử
Lima Sky được thành lập năm 2008 bởi hai anh em Igor Pusenjak và Marko Pusenjak.
Công ty đặt trụ sở tại 447 West 22nd Street Suite 3, New York, NY 10011, Hoa Kỳ.